# Franz Link (Amerikanist)
Franz Heinrich Link (* 1. August 1924 in Frankfurt am Main; † 13. Oktober 2001) war ein deutscher Amerikanist, der sich insbesondere mit amerikanischer Literatur und der Dramentheorie befasste. Er war Professor der Anglistik und Amerikanistik.

## Werdegang
Nach der Promotion 1950 und der Habilitation 1961 in Frankfurt wurde Link 1961 Professor an der PH Alfeld, außerordentlicher Professor 1962 in Freiburg im Breisgau an der Albert-Ludwigs-Universität Freiburg und ebendort im Folgejahr ordentlicher Professor. Seine Emeritierung erfolgte 1989.